# چارلز ادکاک
چارلز ادکاک (انگلیسی: Charles Adcock؛ ۲۱ فوریهٔ ۱۹۲۳ – ۹ دسامبر ۱۹۹۸) یک بازیکن فوتبال اهل انگلستان بود.
از باشگاه‌هایی که در آن بازی کرده‌است می‌توان به پادوا، باشگاه فوتبال پیتربورو یونایتد، و باشگاه فوتبال تریستیانا اشاره کرد.